# Democristians Lituans
Democristians Lituans (lituà Lietuvos krikščionys Demokratai o krikdemai, LKD) fou un partit polític lituà d'inspiració democristiana. Es va fundar originàriament el 1905 per Maironis, Adoma Dambrauskas-Jakštas i Pranciskus Bučys, molt associat a l'Església Catòlica Romana lituana. Tot i que va dominar la política lituana durant els primers anys 1920, es va mantenir inactiu arran del Cop d'estat de 1926 a Lituània i no fou restablit fins al 1989 com a Partit Democristià Lituà.
Va obtenir uns bons resultats a les eleccions legislatives lituanes de 1992 i 1996 i formà un govern de coalició amb la Unió Patriòtica (Conservadors Lituans) presidit per Gediminas Vagnorius. La coalició es va trencar el 1999 i després del resultat desastrós a les eleccions legislatives lituanes de 2000 va unir-se a la Unió Democristiana (KDS) per a formar Democristians Lituans. Una facció que n'era contrària va fundar un nou partit el Lietuvos krikščioniškosios demokratijos partija, liderat per Zigmas Zinkevičius. Es va fer membre del Partit Popular Europeu i del Moviment Polític Cristià Europeu. No va assolir representació parlamentària a les eleccions legislatives lituanes de 2004. El 17 de maig de 2008 es va unir a la Unió Patriòtica (Conservadors Lituans), que des d'aleshores canvià el seu nom pel d'Unió Patriòtica - Democristians Lituans.

## Resultats electorals
| Any  | Vots   | %    | Escons  | +/- | Govern            |
| ---- | ------ | ---- | ------- | --- | ----------------- |
| 2004 | 16,362 | 1.37 | 0 / 141 | Nou | Extraparlamentari |